# کاپوت (خوی)
کاپوت، روستایی است از توابع بخش صفاییه و در شهرستان خوی استان آذربایجان غربی ایران
تیم مینی فوتبال روستای کاپوت در جام  پرچم مینی فوتبال استان آذربایجان غربی که در سال ۱۴۰۱ برگزار شد، با هنرنمایی بازیکنان فوقالعاده روستای کاپوت که یکی از بهترین آنها فرهاد‌یوسف‌پور بود، در بازی فینال در مصاف با صوفی شوط که نتیجه ۷ بر ۵ به نفع روستای کاپوت تمام شد،به مقام قهرمانی رسید. .

## جمعیت
این روستا در دهستان سکمن‌آباد قرار داشته و بر اساس سرشماری سال ۱۳۸۵ جمعیت آن ۷۵۸ نفر (۱۲۷ خانوار)
بوده‌است.